# 승점
승점(勝點)은 스포츠 대회에서 치러진 경기 결과에 따라 부여되는 점수이다.

## 축구
축구 경기에서는 승리 시 3점, 무승부 시 1점의 승점이 부여되며, 패배 시에는 부여되지 않는다. FIFA 월드컵의 현행 승점 3점 제도는 1994년 FIFA 월드컵 본선에서 시범 적용하였고, 이듬해인 1995년부터 정식으로 도입했다. 이전까지는 승리 시 승점이 2점이었다. 승리 시의 승점이 3점으로 오름에 따라 무승부의 가치가 상대적으로 떨어졌다.
승점이 같은 경우 FIFA 월드컵에서는 모든 조별리그 경기에 대해 골득실차-다득점 순서를 적용하고, 이마저 같으면 동률 팀간 전적에 따라 순위를 결정한다.
반면, 유럽 축구 연맹(UEFA)과 아시아 축구 연맹(AFC) 주관 대회에서는 동률 팀간 전적을 먼저 보는, 이른바 승자승 원칙을 우선으로 적용하고 있다. UEFA 유럽 축구 선수권 대회에서는 UEFA 유로 1996부터 적용되고 있다.

## 같이 보기
- 승자승 원칙